# Sophie Nordling (1839–1911)
Ej att förväxla med den till USA emigrerade författaren Sophie Nordling (född 1862)
Sofia Charlotta Nordling, känd som Sophie Nordling och Sophie Linge (pseudonym), ogift Lindahl, född 23 februari 1839 i Valbo församling i Gävleborgs län, död 5 april 1911 i Hedvig Eleonora församling i Stockholm, var en svensk skribent och dramatiker. Hon medverkade i tidningen Idun.
År 1901 publicerades Nordlings enaktsdrama En ros som följetong i två nummer av tidningen Idun. År 1922 medverkade hon postumt i en samlingsvolym med barnberättelser, Pelle Frisk och Stygga Mimmi.
Sophie Nordling var dotter till verkmästaren Karl Fredrik Lindahl och Anna Kristina Olofsdotter. Hon var från 1862 gift med professor Johan Teodor Nordling (1826–1890). Bland parets barn märks Johan Nordling.